# Domaine Javier
Domaine Javier (1992 ou 1993) é uma atriz, enfermeira e uma celebridade televisiva filipino-americana. Ela ganhou destaque após aparecer no programa da MTV, True Life, ser expulsa e processada pela Universidade Batista da Califórnia por seu direito de estudar enfermagem como uma mulher transgênero.

## Primeiros anos e educação
Javier é de ascendência filipina, caucasiana, espanhola, das ilhas do Pacífico, nativa americana e chinesa, mas se identifica principalmente como filipina. Ela se identificou publicamente como mulher desde os treze anos, e se formou como oradora da turma no ensino secundário, apesar do bullying. Ela frequentou o Riverside City College, onde foi escolhida rainha do baile de formatura em 2010. Em 2011, ela deveria ter se transferido no outono para a California Baptist University, também em Riverside, para estudar enfermagem com bolsas acadêmicas e musicais, quando um episódio de abril do reality show da MTV, True Life, baseado em um ano de sua vida levou a universidade a acusá-la de fraude por declarar seu gênero como feminino em sua inscrição; ela foi suspensa e depois expulsa. Ela continuou seus estudos no Riverside City College e se tornou uma enfermeira registrada. Em 2013, ela recebeu o prestigioso prêmio Kaiser Permanente Nursing Scholarship Award via eQuality Scholarship Collaborative por seu serviço à comunidade LGBTQ+. Em 2013, ela processou a universidade por discriminação ilegal sob a Lei de Direitos Civis da Califórnia Unruh e quebra de contrato; em julho de 2014, um juiz decidiu que, como uma instituição religiosa privada, a faculdade tinha o direito de excluir pessoas transgênero de aulas presenciais, mas que não deveria discriminá-las em seus negócios e serviços com fins lucrativos abertos ao público, incluindo aulas on-line, e concedeu a ela US$ 4.000 em danos mais custos; o processo de quebra de contrato foi rejeitado por motivos processuais.
Em novembro de 2022, Javier foi reconhecida pelo Congresso da Câmara dos Representantes dos Estados Unidos por suas realizações e contribuições notáveis à comunidade.

### Graus acadêmicos
Domaine obteve os seguintes títulos acadêmicos:
- Associado em Artes, Riverside City College, Belas Artes e Artes Aplicadas, concentração em artes cênicas (atuação e teatro musical)
- Associado em Artes, Riverside City College, Humanidades, Filosofias e Artes
- Associado em Artes, Riverside City College, Estudos Sociais e Comportamentais
- Associado em Ciências, Riverside City College, Enfermagem
- Associado em Ciências, Riverside City College, Matemática e Ciências
- Bacharel em Ciências em Enfermagem, Western Governors University[19]
- Mestre em Ciências em Enfermagem, Western Governors University

## Carreira artística
Em novembro de 2011, Javier apareceu em uma edição do talk show de Anderson Cooper, Anderson Live, sobre jovens transgêneros.
Em junho de 2020, ela foi uma concorrente na 20.ª temporada de Worst Cooks in America, a primeira mulher abertamente transgênero a aparecer no Food Network. Sob a orientação da Chef Anne Burrell, Javier terminou em 5.º lugar. Ela retornou em 2021 na série complementar Worst Cooks in America: Dirty Dishes, onde ex-recrutas favoritos assistem a episódios anteriores do programa e reagem a eles. Ela também competiu na primeira temporada all-stars de Worst Cooks in America intitulada "Best Of The Worst", onde os recrutas favoritos dos fãs de temporadas anteriores retornaram para outra chance de redenção. O programa estreou em 25 de abril de 2021 e concluiu em 30 de maio de 2021. Javier terminou como finalista do Blue Team do Chef Michael Symon e, finalmente, ficou em segundo lugar.
Como atriz, ela apareceu em um episódio de 2013 de Adam Devine's House Party intitulado "Front Yard Comedy" e foi escalado como Sü, o personagem principal em The Switch, uma série de comédia que se tornou a primeira série de televisão produzida e dirigida por uma pessoa transgênero e com todos os papéis transgêneros interpretados por atores transgêneros; por ser uma produção canadense que exige certas regras e regulamentos, o papel eventualmente teve que ser reformulado.
Ela também desempenhou pequenos papéis em várias outras séries de TV e filmes, incluindo o curta de terror de 2015, Lucid Dark.

## Filmografia

### Cinema
| Ano  | Título                              | Papel                           | Notas          |
| ---- | ----------------------------------- | ------------------------------- | -------------- |
| 2014 | Captain America: The Winter Soldier | ER Nurse                        | Longa-metragem |
| 2015 | Lucid Dark                          | Nurse Barnes                    | Curta-metragem |
| 2017 | Dismissed                           | Professora de ensino secundário | Longa-metragem |
| 2024 | Another Day in America              | Starling "Star" Smith           | Longa-metragem |

### Televisão
| Ano  | Título                                    | Papel                  | Notas                                                 |
| ---- | ----------------------------------------- | ---------------------- | ----------------------------------------------------- |
| 2011 | True Life                                 | Ela mesma              | Episódio: "I'm Passing as Someone I'm Not"            |
| 2011 | Anderson Live                             | Ela mesma              | Episódio: "Children & Teen Trapped in the Wrong Body" |
| 2012 | True Life                                 | Ela mesma              | Episódio: "Then and Now"                              |
| 2013 | True Life                                 | Ela mesma              | Episódio: "True Life's Greatest Moments Ever"         |
| 2013 | Adam DeVine's House Party                 | Melhor amiga da Annie  | Episódio: "Front Yard Comedy"                         |
| 2014 | Parenthood                                | Frat Girl              | Episódio: "The Enchanting Mr. Knight"                 |
| 2014 | Mike & Molly                              | Cliente do bar         | Episódio: "Rich Man, Poor Girl"                       |
| 2014 | Revenge                                   | Participante da ópera  | Episódio: "Disgrace"                                  |
| 2014 | Perception                                | Enfermeira             | 2 episódios                                           |
| 2014 | The Bridge                                | Enfermeira da Prisão   | Episódio: "The Acorn"                                 |
| 2016 | Angie Tribeca                             | Patrono da Biblioteca  | Episódio: "Commissioner Bigfish"                      |
| 2016 | The Switch                                | Sü                     | Teaser Pilot                                          |
| 2017 | Game Shakers                              | Convidada do casamento | Episódio: "Wedding Shower of Doom"                    |
| 2020 | Worst Cooks in America                    | Ela mesma              | 5 episódios (5º lugar)                                |
| 2021 | Worst Cooks in America: Dirty Dishes      | Ela mesma              | 8 episódios                                           |
| 2021 | Worst Cooks in America: Best of the Worst | Ela mesma              | 6 episódios (vice-campeã)                             |
| 2022 | Kenan                                     | Dra. Anna Siciliano    | Episódio: "Destroying Miami"                          |